# På rätt sida älven
På rätt sida älven är ett reportage av Janne Josefsson som visades 1987 på Sveriges Television. Det var Janne Josefssons genombrott som granskande journalist.
Filmen skildrade klassklyftorna i Göteborg. I reportaget intervjuade Josefsson två skolklasser i årskurs nio bosatta i var sin ända av dåvarande sträckningen för 5:ans spårvagnslinje, en i Sjumilaskolan i Biskopsgården och en i Nya Lundenskolan i Örgryte. Fokus låg på vilken syn ungdomarna hade på sig själva och på sin framtid. 20 år senare gjorde Josefsson ett uppföljande program där han intervjuade några av deltagarna från Biskopsgården men ingen från Örgryte ville ställa upp.
På rätt sida älven kan inte repriseras utan alla medverkandes medgivande.